# Pilotermes
Pilotermes es un género de termitas  perteneciente a la familia Termitidae que tiene las siguientes especies:
1. Pilotermes jiangxiensis
2. Pilotermes langi